# Udo Deeke
Udo Deeke (Blumenau, 29 de dezembro de 1905 — 23 de setembro de 1985) foi um político brasileiro.
Filho de Caetano Deeke e de Rosália Deeke, casou com Olga Weickert Deeke.
Foi interventor federal em Santa Catarina, de 8 de fevereiro de 1946 a 26 de março de 1947.

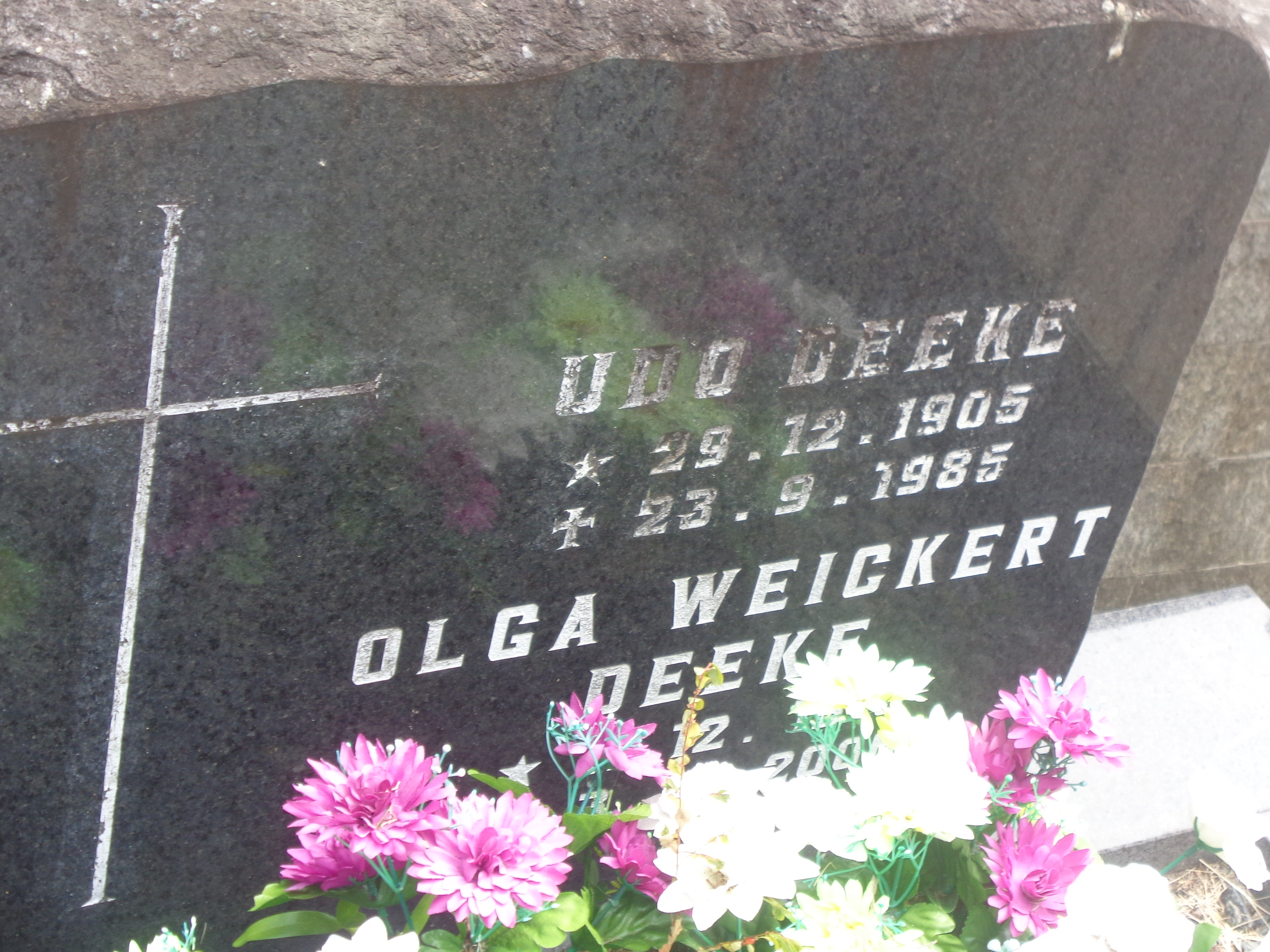
Sepultura no Cemitério Evangélico Blumenau Centro